# Lekcja dla Lindy
Lekcja dla Lindy (tyt. oryg. Mësimi për Lindën) – albański film fabularny z roku 1970 w reżyserii Doniki Muçi.
Filmowa wersja spektaklu, przygotowanego przez Teatr Kukiełkowy, działający w Tiranie. Sekwencje fabularne przeplatają się z obrazkami z życia codziennego jednego z działających w Tiranie domów dziecka.

## Obsada aktorska
- Liri Armiri
- Meliha Zyberi
- Ibrahim Braha
- Bardhyl Nase
- Merita Kukeli
- Xhavit Xhepa
- Rina Burda
- Eleni Plasari
- Xhavit Sallaku